# Estudios epidemiológicos y sus tipos
La epidemiología es una ciencia que estudia la distribución de y la presencia de eventos importantes relacionados con la salud (epidemias, pandemias, etc.). Además, a través de la aplicación de estudios se ha logrado ejercer control sobre enfermedades y problemas de salud mundial. El uso de métodos investigativos como: la vigilancia y los estudios descriptivos han sido una herramienta importante para determinar factores esenciales de enfermedades consideradas como un problema de salud.
Por lo tanto, los estudio epidemiológios son actividades científicas que proceden de la experiencia sea experimental u observacional, se realizan de forma ordenada, sistemática y cada tipo de estudio mantiene un método de investigación diferente enfocado a una pregunta de investigación diferente. El objetivo de estos estudios es proporcionar nuevos conocimientos a la rama de medicina.

## Tipos de estudios
Existen varias clasificaciones acerca de los estudios epidemiológicos pero los de más relevancia son:
De acuerdo a cómo se generan los fundamentos del estudio:

### respectivo
También llamados concurrentes, en el cual los datos se pueden obtener al momento de iniciar el estudio, los hechos son registrados en el momento en que van ocurriendo conforme seguimos con la investigación. Tienen como objetivo probar hipótesis planeadas de esta manera buscan una causa a la misma, basándose en observaciones clínicas.

### Retrospectivo
También llamados históricos, en este tipo de estudio se registran datos que han ocurrido en el pasado, tanto el factor de riesgo como el efecto estudiado ya han ocurrido al iniciar la investigación, para la realización de estos estudios se necesita: bases de datos, registros, historias clínicas.
De acuerdo al resultado obtenido del estudio:

### Descriptivos
Permiten describir la distribución y frecuencia de determinado problema de investigación acerca de un grupo de individuos (país, región, ciudad, familia, colegio, etc.), nos permite establecer asociaciones entre diferentes variables, pero solo se reportan datos observados en la población a estudio.
Por población: 

#### Ecológicos
Existen casos en que se determinan los datos de toda la población en conjunto y no la información de cada individuo, en ese caso utilizamos los estudios Ecológicos, también se los denomina estudios exploratorios o generadores de hipótesis.
En este tipo de estudio se compara el impacto de factor de exposición entre diferentes grupos de individuos y evento de cada grupo, con variables de interés como la edad, el consumo de determinado alimento o bebida alcohólica, para determinación del grupo (escuela, ciudad, comunidad, país, etc.); de esta manera los datos son a nivel de grupo y no de cada individuo.
Tipos de estudios ecológicos: 
1. Ecológicos multi-grupales
2. Ecológicos de tendencia de tiempo
3. Ecológicos experimentales.

Por individuo: 

#### Longitudinales
Son un método de investigación que consiste en mediciones a través de un intervalo de tiempo determinado. Se utilizan para analizar y observar la secuencia de los fenómenos que ocurren a lo largo del estudio.
Para la realización de este tipo de estudio son necesarios los siguientes elementos:
- Datos longitudinales, es decir, las veces que determinado fenómeno será observado durante el estudio.
- Elementos observables (individuos, sujetos, grupos, poblaciones).
- Puntos de tiempo, se refiere a los intervalos entre cada nuevo suceso ocurrido en el estudio.[8]

#### Transversales
En este tipo de estudio se determina la frecuencia de uno o de varios factores que aporten interés, en una población (de cada sujeto) ya definida en un rango de tiempo. Todos los factores de exposición serán recolectados al mismo tiempo, en este estudio no existe un periodo de seguimiento para los sujetos de la población.

### Analíticos
Tratan de evaluar asociaciones entre diferentes variables, generalmente entre una causa por ejemplo, un determinado factor de riesgo, y un efecto.
Si se realiza una intervención o no: 

#### Observacionales
Se observan las características que la población ha adquirido naturalmente. En este diseño el investigador no realiza ningún tipo de intervención sobre los sujetos a observar. La selección de la población se realiza en base a alguna característica que presenten en común y que sea de interés de estudio.

##### Cohortes
Es un tipo de diseño observacional analítico en el cual el punto de partida es la exposición a un factor de riesgo y luego se efectúa el seguimiento en el tiempo del grupo observado del sujeto para poder recolectar la información acerca de la aparición de dicha enfermedad o evento.
Esos estudios son utilizados en:
- Si se desea investigar la exposición a un factor de exposición raro o que tenga poca frecuencia
- Cuando existe interés en evaluar más de un evento
- Cuando se desea establecer temporalidad entre la exposición al factor de exposición y la aparición de algún evento.

##### Casos y controles
En este tipo de estudio se realiza una selección de los casos (personas que presenta la enfermedad) y los controles que son (personas que no presentan la enfermedad), estos dos grupos deben cumplir con las mismas características como son el sexo, la edad, su lugar de residencia y presentar la misma posibilidad de haber sido expuesto a algún evento o enfermedad. Se debe tener en consideración que el grupo control debe ser un valor significativo de la población.

#### Experimentales
En este tipo de estudio debe hacerse una intervención por parte del investigador. A la población seleccionada se la divide en dos grupos: al primero se le asigna una droga o tratamiento nuevo y al otro un tratamiento estándar, o bien (si no existe droga estándar) un placebo, de esta manera de comparan los dos grupos y generan hipótesis. La característica principal de este tipo de estudio es que existe una manipulación por parte del investigador.
| Tabla 1. Resumen de los tipos de Estudios Epidemiológios | Tabla 1. Resumen de los tipos de Estudios Epidemiológios                                               | Tabla 1. Resumen de los tipos de Estudios Epidemiológios                                                        | Tabla 1. Resumen de los tipos de Estudios Epidemiológios                                         |
| Tipos de Estudios                                        | Objetivo                                                                                               | Se basa | Busca                                                                                            |
| -------------------------------------------------------- | --- | --- | ------------------------------------------------------------------------------------------------ |
| Prospectivo                                              | Es probar alguna hipótesis planteada                                                                   | En observaciones clínicas, comparan grupos de individuos enfermos y un grupo de individuos sanos                | La causa a partir de un enfoque que ya se presentó.                                              |
| Retrospectivo                                            | Llegar a conclusiones veraces y entender el porqué de algunas situaciones                              | Procedimiento que permite identificar las unidades de un conjunto y las relaciones que lo determinan y definen. | Revisa acciones pasadas que lo lleven a las conclusiones, parten de un efecto y buscan la causa. |
| Descriptivo                                              | Observar lo que ocurre de manera natural sin manipulación alguna                                       | Son estudios en los que no se evalúa una hipótesis.                                                             | Determinar la magnitud de un evento mediante indicadores                                         |
| Analítico                                                | Comprobar la hipótesis que investiga la relación entre la enfermedad y los posibles factores causales. | Es un estudio que evalúa una presunta causa y efecto                                                            | Establecer asociaciones entre las variables de asociación o causalidad                           |